# Lääneringtee
La rocade ouest (estonien : Lääneringtee) est une rue de Tartu en Estonie.

## Présentation
Lääneringtee est située à la frontière ouest de Tartu, au sud-ouest de l'Emajõgi et mesure environ 3,5 km de long.
La Lääneringtee fait partie de la route Tallinn-Tartu-Võru-Luhamaa.
La rue a reçu son nom actuel en 2022, avant cela, la rue faisait partie de la rue Ringtee.
Le 14 septembre 2007, le tunnel du carrefour Ringtee-Aardla pour piétons et cyclistes a été ouvert à l'intersection des rues Ringtee et Aardla. Dans les années 2021-2022, des travaux de construction à grande échelle ont eu lieu sur le Lääneringtee, au cours desquels les intersections avec les rues Riia tänav et Aardla tänav ont été construites à un niveau séparé.